# Unterseeboot UB-38
Pour les autres navires du même nom, voir Unterseeboot 38.
L'Unterseeboot UB-38 est un sous-marin (U-Boot) allemand de type UB II utilisé par la Kaiserliche Marine pendant la Première Guerre mondiale. 

## Conception
Sous-marin de type UB II, l'UB-38 avait un déplacement de 274 tonnes en surface et de 303 tonnes en immersion. Il avait une longueur hors tout de 36,90, une largeur de 4,38 m et un tirant d'eau de 3,69 m. Le sous-marin était propulsé par deux moteurs Diesel Körting à six cylindres à quatre temps produisant 284 chevaux (209 kW), deux moteurs électriques Siemens-Schuckert produisant 280 chevaux (210 kW) et un arbre d'hélice. Il était capable d’opérer à une profondeur allant jusqu’à 50 mètres.
La vitesse maximale du sous-marin était de 9,15 nœuds (16,95 km/h) en surface et de 5,81 nœuds (10,76 km/h) en immersion. Lorsqu’il était en surface, il pouvait parcourir 6450 milles marins (11950 km) à 5 nœuds (9,3 km/h), et en immersion, 45 milles marins (83 km) à 4 nœuds (7,4 km/h). L'UB-38 était armé de deux tubes lance-torpilles de 500 mm à l’avant, de quatre torpilles et d’un canon de pont SK L/30 de 88 mm. Il avait un effectif de vingt-et-un membres d’équipage et deux officiers, et un temps de plongée de 42 secondes.

## Carrière
Le sous-marin a été commandé le 22 juillet 1915 et lancé le 1er avril 1916. Il a été mis en service dans la marine impériale allemande le 19 juillet 1916.
En 21 patrouilles, le sous-marin a coulé 47 navires. L'UB-38 heurta une mine et coula dans la Manche le 8 février 1918.

## Affectations
- Flottilles des Flandres : du 11 septembre 1916 au 8 février 1918

## Commandants
- Kapitänleutnant Erwin Waßner[3] : du 10 septembre au 18 novembre 1916
- Oberleutnant zur See Wilhelm Amberger[4] : du 19 novembre 1916 au 5 décembre 1917
- Oblt.z.S. Waldemar von Fischer[5] : du 6 au 24 décembre 1917
- Oblt.z.S. Günther Bachmann[6] : du 25 décembre 1917 au 8 février 1918

## Navires coulés
| Date              | Nom                  | Nationalité    | Tonnage | Destin    |
| ----------------- | -------------------- | -------------- | ------- | --------- |
| 30 septembre 1916 | Irma                 | France         | 844     | Coulé     |
| 30 septembre 1916 | Pearl                | United Kingdom | 144     | Coulé     |
| 1er octobre 1916  | Le Pelerin           | France         | 31      | Coulé     |
| er1 octobre 1916  | Cap Mazagan          | France         | 789     | Coulé     |
| 1er octobre 1916  | Le Blavet            | France         | 1010    | Coulé     |
| 1er octobre 1916  | Mallin               | Norvège        | 468     | Coulé     |
| 1er octobre 1916  | Musette              | France         | 245     | Coulé     |
| 3 octobre 1916    | La Fraternité        | France         | 477     | Coulé     |
| 4 octobre 1916    | Cantatrice           | France         | 109     | Coulé     |
| 5 octobre 1916    | Cederic              | Norvège        | 1129    | Coulé     |
| 5 octobre 1916    | Rosenvold            | Norvège        | 758     | Coulé     |
| 13 novembre 1916  | Bernicia             | United Kingdom | 957     | Coulé     |
| 13 novembre 1916  | Caterham             | United Kingdom | 1912    | Coulé     |
| 13 novembre 1916  | Riquette             | France         | 164     | Coulé     |
| 13 novembre 1916  | Saint Nicolas        | France         | 261     | Coulé     |
| 14 novembre 1916  | Polpedn              | United Kingdom | 1510    | Coulé     |
| 14 novembre 1916  | Professeur Jalaguier | France         | 223     | Coulé     |
| 14 novembre 1916  | Ullvang              | Norvège        | 639     | Coulé     |
| 12 décembre 1916  | Coath                | United Kingdom | 975     | Coulé     |
| 12 décembre 1916  | Conrad               | United Kingdom | 164     | Coulé     |
| 15 décembre 1916  | Naiad                | United Kingdom | 1907    | Coulé     |
| 17 décembre 1916  | Ason                 | Espagne        | 2083    | Coulé     |
| 19 décembre 1916  | Ocean                | France         | 339     | Coulé     |
| 15 janvier 1917   | Independent          | France         | 153     | Coulé     |
| 16 janvier 1917   | Manuel               | Espagne        | 2419    | Coulé     |
| 18 janvier 1917   | Asp                  | Norvège        | 1759    | Coulé     |
| 19 janvier 1917   | Lillian H.           | United Kingdom | 467     | Coulé     |
| 11 février 1917   | Dalmata              | Norvège        | 1773    | Coulé     |
| 11 avril 1917     | Precedent            | United Kingdom | 36      | Coulé     |
| 12 avril 1917     | Lismore              | United Kingdom | 1305    | Coulé     |
| 13 avril 1917     | Maria                | United Kingdom | 175     | Coulé     |
| 26 avril 1917     | Kong Oscar II        | Norvège        | 842     | Coulé     |
| 27 avril 1917     | Jessie               | United Kingdom | 108     | Coulé     |
| 1 mai 1917        | Ladywood             | United Kingdom | 2314    | Coulé     |
| 4 mai 1917        | Aghios Nikolaos      | Grèce          | 2231    | Coulé     |
| 4 mai 1917        | Assos                | Grèce          | 2840    | Coulé     |
| 4 mai 1917        | Joseph               | United Kingdom | 205     | Coulé     |
| 24 mai 1917       | Gudrun               | Norvège        | 1472    | Coulé     |
| 24 mai 1917       | Thyra                | Danemark       | 285     | Coulé     |
| 20 août 1917      | Claverley            | United Kingdom | 3829    | Coulé     |
| 26 août 1917      | W. H. Dwyer          | Canada         | 1770    | Coulé     |
| 15 septembre 1917 | Dependence           | United Kingdom | 120     | Coulé     |
| 21 septembre 1917 | Aline Montreuil      | France         | 1624    | Coulé     |
| 19 octobre 1917   | Teespool             | United Kingdom | 4577    | Endommagé |
| 20 octobre 1917   | Algarve              | United Kingdom | 1274    | Coulé     |
| 13 décembre 1917  | Ottokar              | United Kingdom | 957     | Coulé     |
| 5 janvier 1918    | Birtley              | United Kingdom | 1438    | Coulé     |
| 3 février 1918    | Lofoten              | United Kingdom | 942     | Coulé     |